# Lliri d'Hermon
El lliri d'Hermon (Iris hermona) és una planta amb flor del gènere Iris. Aquest iris o lliri és endèmic del Mont Hermon i dels Alts del Golan.